# Sveti Lovrenc
Sveti Lovrenc je naselje u slovenskoj Općini Prebold. Sveti Lovrenc se nalaze u pokrajini Štajerskoj i statističkoj regiji Savinjskoj.

## Opis naselja
Razbacano naselje s grmovitom jezgrom leži na južnom rubu Donje Savinjske doline istočno od Prebolda. Područje sela proteže se od rijeka Bolske i Savinje (Kotov) na sjeveru, do sjevernih padina Golave i brda Burkeljc na jugu.Kroz naselje teče potok Rijeka, desni pritok Bolske. Sveti Lovrenc sastoji se od nekoliko zaselaka: Burkeljčev hrib, Gmajna, Lokavec, Rožmarin gasa, Brežnica i središnji dio, koji se zove naselje.

## Povijest
Selo je dobilo ime po zaštitniku mjesne crkve, slov. Sveti Lovrenc (hrv. sv. Lovro). Nakon Drugog svjetskog rata selo nazivalo se Gornja vas, ali to ime među mještanima nikada nije zaživjelo, pa su ga 1991. godine ponovno, sada dobrovoljno preimenovali u Sveti Lovrenc.
Šentlovrenc, Šentloranc, Štleranc, Štlaranc,... kako kažu mještani, ima mnoge znamenitosti, među kojima su ostaci ruševina dvorca Žaženberg (Sachsenwart), Štok ili veličanstvena kuća s podovima, groblje, brojne kapele, križeve i znamenja, i naravno crkva. Potonja je sagrađena u romaničkom razdoblju (prvi put se spominje 1247. godine) i pripada pod preboldsku župu.
Seljani su osnovali dobrovoljnu vatrogasnu postrojbu PGD Sv. Lovrenc 1918. godine.
Selo je nekada također bilo poznato po ciglani u Lokavcu čiji je rad završio osamdesetih godina 20. stoljeća.

## Turizam
U brdovitom području u okolici razvijaju se seoski turizam i planinarenje, a dolinski dio nadopunjuje ponudom rekreativnog ribolova, jahanja, jedriličarstvom te mnogobrojnim sportsko rekreativnim površinama.

## Stanovništvo
Prema popisu stanovništva iz 2019. godine naselje je imalo 380 stanovnika.